# Ханс Адам фон Шьонинг
Ханс Адам фон Шьонинг (на немски: Hans Adam von Schönin; * 1 октомври 1641 в Тамзел при Кюстрин; † 28 август 1696 в Дрезден) е благородник от старата померанска фамилия фон Шьонинг, генерал и фелдмаршал на Курфюрство Бранденбург и Курфюрство Саксония.
Той е син на Ханс Адам фон Шьонинг († 1665) и съпругата му Мариана фон Шапелов († 1664), дъщеря на Антон фон Шапелов († пр. 1646) и София фон Панвиц († сл. 1635).
Той следва от 1657 до 1660 г. във Витенберг и Страсбург, след това пет години пътува в Западна и Южна Европа и през 1665 г. става съветник на легация, след това офицер на служба на великия курфюрст на Бранденбург Фридрих Вилхелм.
Той се отличава във войната против Швеция 1675 – 1679 г. През 1677 г. той е генарал-майор, 1684 г. генерал-лейтенант, губернатор на Берлин и полковник. През 1685 г. той става истински държавен и военен съветник.
Той командва войската от 8 000 мъже, които курфюрстът изпраща на императора за помощ против турците. Той помага 1686 г. при обсадата на Будапеща. От походите против турците той довежда две пленени османки, които подарява на пруски благородници.
През 1688 – 1689 г. той е фелдмаршал-лейтенант на бранденбургската войска против французите на Долен Рейн. През 1690 г. той е освободен от бранденбургската войска. През 1691 г. курфюрст Йохан Георг III Саксонски го издига на генерал-фелдмаршал и на истински таен военен съветник. През 1692 г. по време на почивка в Теплице (Теплиц) по заповед на императора той е арестуван и закаран в крепост Шпилберг, понеже е обвинен в преговори с французите. Освободен е през 1694 г. Болен от затвора, той е за кратко шеф на кадетниякорп в Дрезден, където умира на 55 години. Той е погребан в селската църква на Тамзел в Полша.

## Фамилия
Ханс Адам фон Шьонинг се жени 1668 г. за Йохана Маргарета Луиза фон Пьолниц (* 1641; † 26 април 1698, Дрезден), единствена дъщеря на бранденбургския генерал-майор Йохан Ернст фон Пьолниц (1618 – 1684) и графиня Арнолдина Катарина фон Мандершайд-Бланкенхайм (1620 – сл. 1650). Те имат дванадесет деца, от които пет умират съвсем малки:
- Богислав фон Шьонинг (* 14 октомври 1669, Кьонигсберг, Прусия; † 23 май 1693, Дрезден), полковник-лейтенант на саксонската охранителна гарда
- Луиза фон Шьонинг (* 3 март/8 май 1671, Кьонигсберг, Прусия; † 1709), омъжена I. за Еразмус Конрад фон Карниц (1658 – 1689), II. за фрайхер Йохан Георг фон Рехенберг († 1729), саксонски пратеник в Хановер
- Шарлота Катарина фон Шьонинг (* 3 април 1674; † 2 февруари 1735), омъжена на	15 март 1693 г. за 	Хиронимус Август фон дер Асебург (* 9 май 1664; † 19 декември 1717)
- Йохан Лудвиг фон Шьонинг (* 25 декември 1675; † 29 октомври 1715), саксонски полковник, наследник на баща си, женен 1699 г. за графиня Юлиана (Доротея) Шарлота фон Дьонхоф (* 12 април 1682/8 май 1683; † 15 март 1733), дъщеря на бранденбургския-пруски генерал-лейтенант граф Фридрих фон Дьонхоф (1639 – 1696) и фрайин Елеонора Катарина Елизабет фон Шверин (1646 – 1696)
- Карл фон Шьонинг (* 2 май 1679), домхер в Халберщат
- Доротея Хенриета фон Шьонинг (* 25 юли/1 август 1682, Шпандау; † 14/15 май 1714), омъжена на 5 юни 1698 г. за генерал Бусо фон Хаген (* 23 ноември 1665, Пльоцкау; † 18 декември 1734, Биндорф)
- София Вилхелмина фон Шьонинг (* 18 май 1686, Берлин; † 17 ноември 1730, Витмансдорф), омъжена I. за граф Адам Лудвиг фон Блументал (1666 – 1704), II. 1706 г. за Зигмунд фон Ерлах (* 19 мсрт 1671, Берн; † 30 декември 1722, Берлин), дворцов маршал на курсюрст Фридрих III фон Бранденбург